# Matrice compagna
In algebra lineare, la matrice compagna  del polinomio monico di grado n:
{\displaystyle P(X)=c_{0}+c_{1}X+\dots +c_{n-1}X^{n-1}+X^{n}}
è la matrice quadrata di ordine n avente {\displaystyle 1} sulla prima sovradiagonale e i coefficienti di {\displaystyle P}, cambiati di segno, sull'ultima riga:
{\displaystyle C_{P}={\begin{pmatrix}0&1&0&\cdots &0\\\vdots &\ddots &1&\ddots &\vdots \\\vdots &&\ddots &\ddots &0\\[1ex]0&\cdots &\cdots &0&1\\[1ex]-c_{0}&-c_{1}&\cdots &\cdots &-c_{n-1}\end{pmatrix}}}
Alcuni autori chiamano matrice compagna la matrice trasposta della precedente, ovvero la matrice con {\displaystyle 1} sulla prima sottodiagonale e i coefficienti di {\displaystyle P}, cambiati di segno, sull'ultima colonna:
{\displaystyle C_{P}^{t}={\begin{pmatrix}0&\cdots &\cdots &0&-c_{0}\\1&\ddots &&\vdots &-c_{1}\\0&1&\ddots &\vdots &\vdots \\\vdots &\ddots &\ddots &0&\vdots \\[1ex]0&\cdots &0&1&-c_{n-1}\end{pmatrix}}}

## Proprietà
- La matrice compagna di {\displaystyle P} ha polinomio caratteristico e polinomio minimo uguali a {\displaystyle P}; i suoi autovalori sono le radici di {\displaystyle P}.
- Per ogni radice {\displaystyle \alpha } di {\displaystyle P}, il vettore {\displaystyle (1,\alpha ,\alpha ^{2},\dots ,\alpha ^{n-1})^{t}} è un autovettore di {\displaystyle C_{P}} con autovalore {\displaystyle \alpha }. In particolare, se tutte le radici di {\displaystyle P} sono distinte allora {\displaystyle C_{P}} è diagonalizzabile tramite una matrice di Vandermonde.
- Per ogni campo {\displaystyle k} la matrice {\displaystyle C_{P}} esprime la moltiplicazione per {\displaystyle X} sull'anello {\displaystyle k(X)/P(X)}, espresso come spazio vettoriale su {\displaystyle k} con la base {\displaystyle \{1,X,X^{2},\dots ,X^{n-1}\}}. In particolare, se {\displaystyle P} è irriducibile su {\displaystyle k} e {\displaystyle \alpha } è una sua radice, {\displaystyle C_{P}} esprime la moltiplicazione per {\displaystyle \alpha } sul campo {\displaystyle k(\alpha )}.
- Se {\displaystyle A} è una matrice {\displaystyle n\times n} su un campo {\displaystyle K}, sono equivalenti gli enunciati:
  - {\displaystyle A} è simile alla matrice compagna su {\displaystyle k} del proprio polinomio caratteristico;
  - il polinomio caratteristico di {\displaystyle A} è uguale al suo polinomio minimo;
  - esiste un vettore {\displaystyle v\in K^{n}} tale che {\displaystyle \{v,Av,A^{2}v,\dots ,A^{n-1}v\}} è una base di {\displaystyle K^{n}}.

Non tutte le matrici quadrate sono simili ad una matrice compagna, ma tutte sono simili ad una matrice diagonale a blocchi di matrici compagne; queste ultime possono essere scelte in modo che i loro polinomi si dividano successivamente, quindi che siano univocamente determinate. Questa scrittura è la forma canonica razionale di {\displaystyle A}.